# 凱文·尤克里斯
凱文·埃德蒙·尤克里斯（英語：Kevin Edmund Youkilis，1979年3月15日—），綽號「Youk」、「希臘保送之神」，前美國職棒大聯盟選手。2006年球季，他成為波士頓紅襪隊的主戰一壘手，有時也會客串三壘手三壘及左外野守備。2007年球季，他的一壘守備率是完美的1.000（1,080次守備機會，未有任何失誤），在大聯盟排行第一。
他的姓氏來源跟希臘有關，他是猶太人，祖先有羅馬尼亞的血統。

## 早年
尤克里斯在高中時代是Sycamore High School棒球隊成員，協助球隊獲得業餘體育聯盟冠軍。後來轉讀辛辛那提大學，他曾兩次代表美國大學生隊出賽。在大學時代，他打破了大學的記錄，總共53支全壘打、206次保送、.627長打率、.499上壘率。2001年波士頓紅襪在MLB選秀中以第八輪第17順位，整體順位第243名選中他。尤克里斯後以廉價的一萬兩千美元簽約金加盟該隊。

## 職業生涯

### 小聯盟時期
2001年，尤克里斯開始了職棒生涯，他在短期1A的Penn聯盟洛威旋球出賽。在59場比賽中，打擊率有.317、58得分。之後他在低階1A聯盟南極聯盟Augusta GreenJackets出賽5次。
2002年，他被波士頓的農場系統迅速提升。在Augusta出賽15場及Sarasota Sox出賽76場，以及44場在特頓雷霆。在44場特頓的比賽中，尤克里斯打擊率達.344，長打率.500。尤克里斯在球場的良好表現，他被選為2002年波士頓紅襪最佳小聯盟球員。
2003年尤克里斯被分配到波特蘭海狗隊。出賽94場，擁有.487上壘率。在該年，成為了東方聯盟明星隊的焦點。在效力波特蘭隊後。在波士頓紅襪3A級球隊柏德基紅襪比賽。在效力柏德基期間，他追平了未來隊友Kevin Millar在小聯盟連續71場上壘的記錄
2004年球季，尤克里斯在柏德基紅襪出賽32場，打擊率.258、3支全壘打以及.347上壘率。其後他在波士頓紅襪出賽72場。在2005年球季尤克里斯分別在柏德基及波士頓隊之間來回，總共出賽了43及44次。

### 大聯盟時期
2004年5月15日，紅襪的三壘手Bill Mueller被登錄到傷兵名單，尤克里斯召回到波士頓紅襪名單之上，他在該天在大聯盟第一次出賽，守備位置是三壘手，四次打席當中，打出兩支安打，在第二次打席中，面對1996年賽揚獎得主Pat Hentgen打出一支全壘打。他與多數猶太人球員在猶太人重要假期贖罪日不會出賽。
2005年球季，效力波士頓紅襪期間，尤克里斯在79次打席中打擊率為.278、.400上壘率。

#### 2006年
2006年球季，尤克里斯常以一壘手出賽。在此之前，他多以三壘手上陣。他曾經在小聯盟以一壘手身份出賽56次。在該季，他以外野手上陣18場，這是他首次守備外野。即使他在外野經驗不足，但沒有出現防守失誤。在守三壘時，卻出現了八個失誤。
2006年，尤克里斯追平大聯盟高飛犧牲打（11次）記錄以及在每次打席中，平均面對4.42次投球。較巴比·阿布瑞尤的4.45相當接近。此外在該球季，尤克里在保送（91次）、二壘安打（42）、保送百份比（13.8%）均列在前10名之內上壘次數達259次。他得分100、當有球員在得分位置時打擊率.325以及兩人出局時而且有球員在得分圈時，打擊率更達.375。

#### 2007年球季
從2007年5月5日到7月2日尤克里斯創下個人連續取得安打記錄，總共23場，打擊率達.426（43-101），包括13支二壘安打、6支全壘打、21個打點以及.468上壘率。在連續取得安打的比賽中，他曾經連續9場比賽取得至少兩支安打（平定了吉姆·赖斯在1978年紅襪創下的記錄以及紅襪隊自特洛特·尼克森後，打出另一支場內全壘打）雖然連續安打比賽在7月2日結束，尤克里斯在第二日11-6擊敗洋基的比賽出現三次保送。
2007年，尤克里斯的觸身球次數是15次，排在美聯第六。6月1日被洋基隊投手Scott Proctor投出94英哩的快速球擊中他的頭盔。Proctor在事故後被逐離場。8月8日，被洋基隊投手乔巴·张伯伦98英哩快速球掠過頭盔，张伯伦除了被逐離場外，還被罰禁賽兩場。9月15日，尤克里斯被王建民的投球擊中他的右腕，尤克里斯因傷缺陣。9月25日傷癒後再次為球隊上陣，替代艾瑞克·辛斯基在第五局代打。
他每打席面對4.27投球，在大聯盟排第六。他的守備率達1.000，領先所有球員。
尤克里斯當年年薪$424,500，是球隊中的第四低。
尤克里斯第一支季後賽全壘打在美國聯盟分區賽打出，協助球隊在總場數領先1-0。
連續沒有失誤的比賽
2007年6月25日尤克里斯連續120場以一壘出賽，沒有出現失誤，打破了1921年由Stuffy McInnis紅襪隊的記錄。 9月7日，連續179場守備一壘沒有失誤，打破了1973年由Mike Hegan在美國聯盟的記錄
尤克里斯在球季結束後，連續場數達190場。雖然他在2007年10月16日的聯盟冠軍賽對克里夫蘭印地安人出現失誤。不過，季後賽統計成績不會計算成內。

#### 2008年
2008年4月2日，尤克里斯連續194場守備一壘沒有失誤，打破了由史蒂夫·賈維所保持的大聯盟記錄。此紀錄在7月8日對西雅圖水手的比賽中止，紀錄是237場。

#### 2012年之後
從季初就因傷缺陣，出賽機會受到菜鳥三壘手米德布魯克斯的所擠壓，在白襪隊向紅襪提出交易之下，轉隊至白襪隊。
加盟宿敵紐約洋基
洋基今日提供1年1,200萬美元，順利簽下過去在紅襪效力的三壘手尤克里斯。

### 日本職棒
2014年球季，尤克里斯加盟日本職棒東北樂天金鷲隊。

## 獲獎與榮譽
- 1999年 全美國 Collegiate Player
- 2000年 Conference USA明星隊 IF
- 2001年 全美國大學2隊 3B
- 2001年 Conference USA明星隊 IF
- 2001年 紅襪隊最佳小聯盟球員
- 2002年 Trenton年度最最佳球員
- 2002年 紅襪隊最佳小聯盟球員
- 2003年 明星賽Futures Game球員
- 2003年 東方聯盟明星賽
- 2003年 國際聯盟季後賽明星
- 2004年 美國聯盟月度最佳新人（5月）
- 2007年 美國聯盟金手套獎（一壘）
- 2008年 美国联盟汉克·阿伦奖

## 個人生活
2007年，尤克里斯創立了慈善組織Kevin Youkilis Hits for Kids（页面存档备份，存于）協助有需要的兒童提供醫療援助。

## 軼事
- 2003年，作家麥可‧路易士的著書《魔球—逆境中致勝的智慧》。書中提及奧克蘭運動家總經理比利·比恩利用賽伯計量學的統計過程預計球員的潛質。在書中，尤克里斯被預計為「尤克里斯，希臘保送之神」；路易士表示Beane多次嘗試在尤克里斯大聯盟登板前將他交易到運動家隊。
- 波士頓紅襪總教練特里·弗兰克纳知道尤克里斯稱為「希臘保送之神」後，他表示：「我見過他淋浴，但我從不以希臘保送之神稱呼他。」[15]

## 外部連結
- 球員資訊和成績在MLB ，ESPN ，Retrosheet ，Baseball Reference ，Baseball Reference (Minors) ，Fangraphs ，The Baseball Cube （英文）
- 官方網誌

| 前任： 马克·塔克薛拉 | 美国联盟一垒手金手套奖 2007年 | 繼任： 卡洛斯·佩尼亞 |